# 申潤福
申 潤福（しん じゅんふく、シン・ユンボク、신윤복、1758年 - 没年不明）は、李氏朝鮮後期の風俗画家。金弘道（檀園）と双璧を成し、張承業（吾園）を含めて「三園」と称されている。慶尚北道の高霊を本貫とし、字は笠父、号は蕙園（ヘウォン）と名乗った。

## 人物
父の申漢枰をはじめ、代々が画員という一族に生まれる。李氏朝鮮の図画署画員の身分で、僉節制使という官職に就いていた。しかし俗画をたくさん描き、春意を以て絵を描いたり、『四益図（両班と妓生が後背側臥位）』『四時長春（「大開絵」を滝でカムフラージュ）』などの春画を描いたことを咎められ、ついに図画署を追い出されたともいわれる。
申潤福の画風は都市化の進む当時の上層階級の風俗を背景に、両班と妓生を中心にした男女間の愛情を扱った繊細で粋な風俗画を得意とした。また彼の風俗画は当時の暮し振りや服装などを生き生きと伝えている。代表作には「蕙園傳神帖（全30図）」「美人図」「端午図」 「仙遊図」 「蓮池の女」「月下情人」などがあり、外にも多くの風俗画が伝わっている。南宗画風の山水画、翎毛図などにもすぐれた。
申潤福と金弘道を主人公にしてSBSで2008年9月24日から放送が始まったテレビドラマ『風の絵師』や、同年公開の映画『美人図』では、申潤福は男装の女性だったという設定になっている。

## ギャラリー

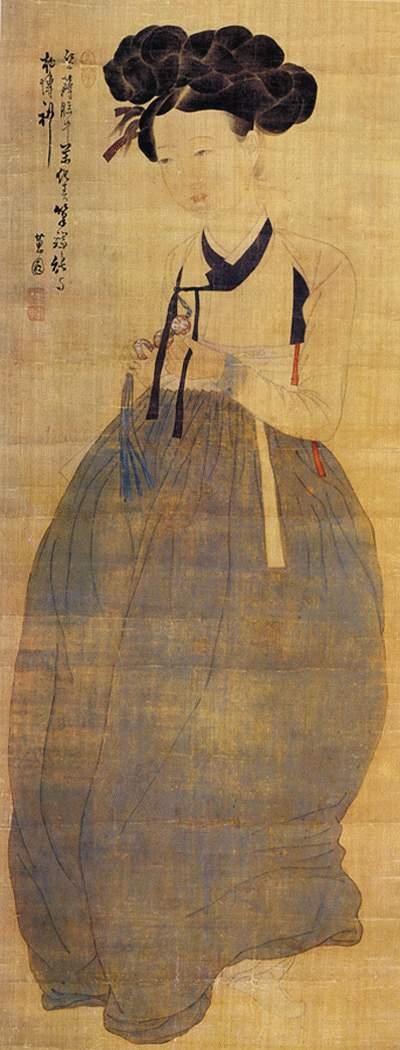
『美人図』 （ソウル・澗松美術館蔵）
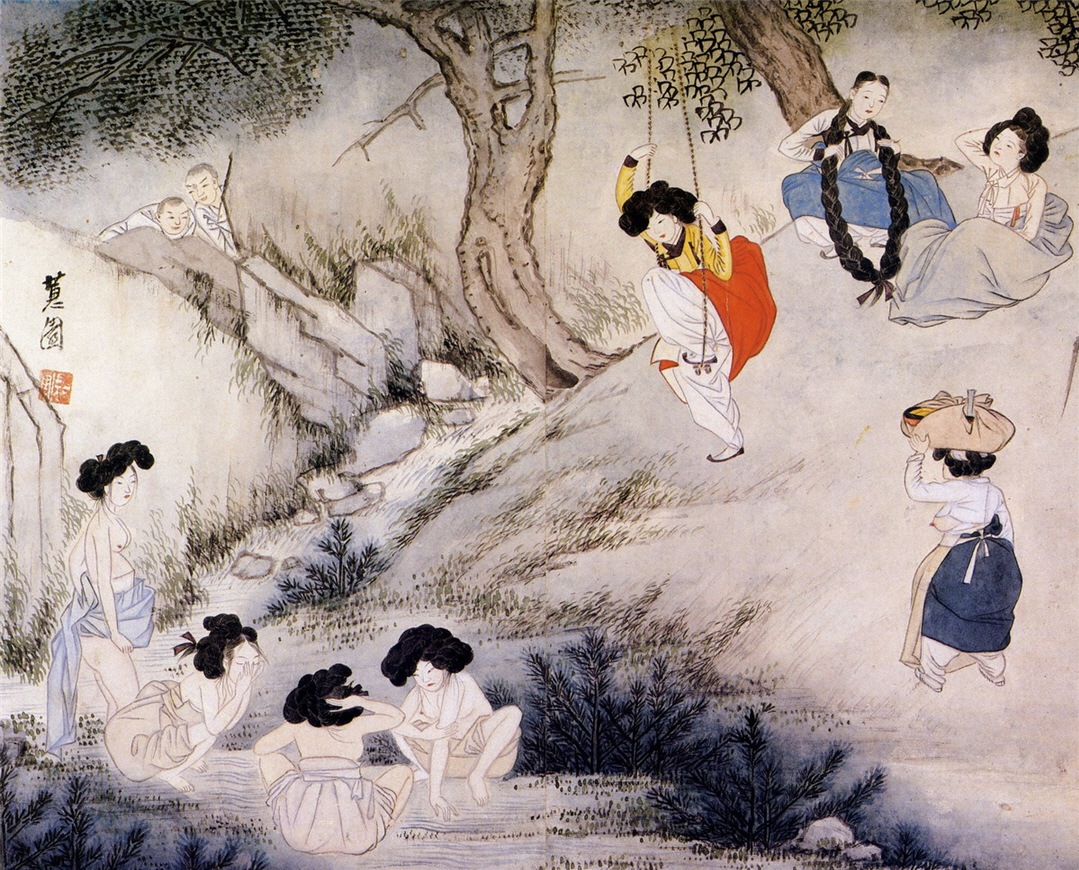
『端午風情』
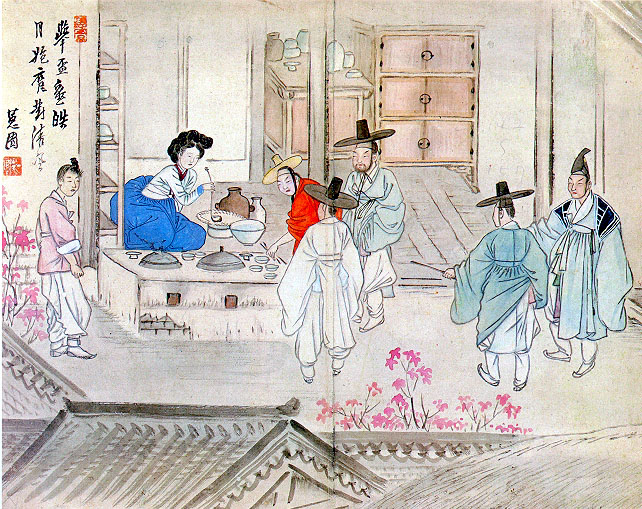
『酒肆擧盃』
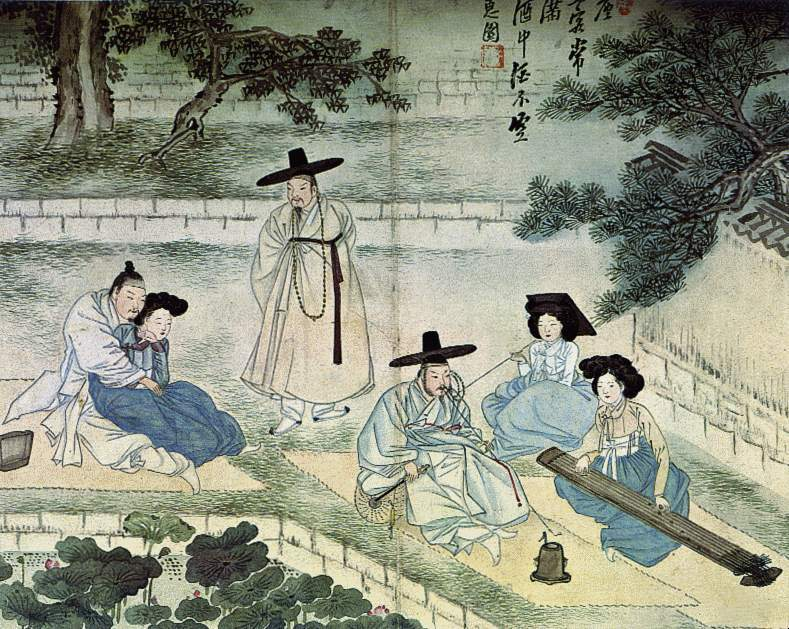
『廳琴賞蓮』 （蓮塘野遊）
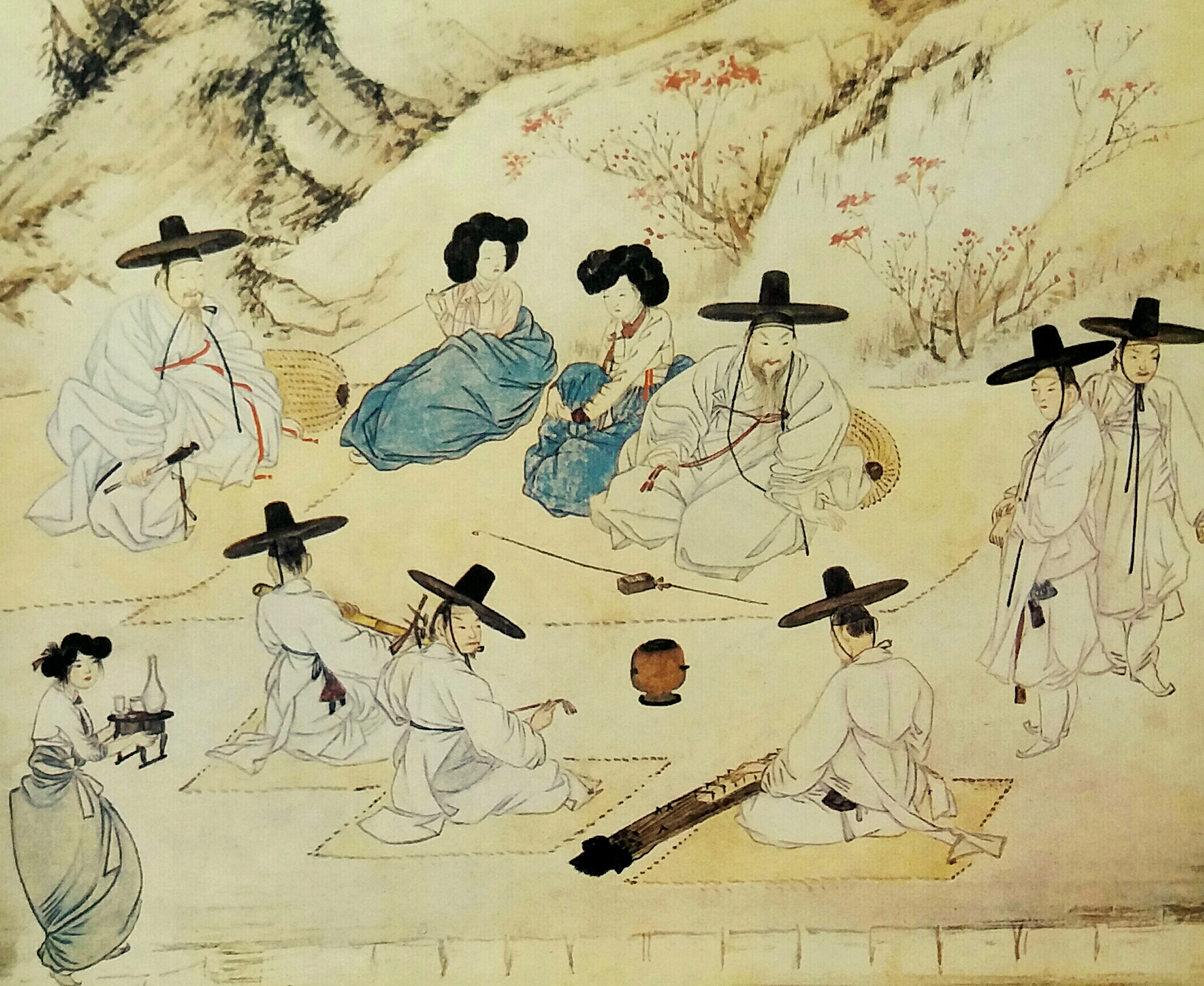
『賞春野興』
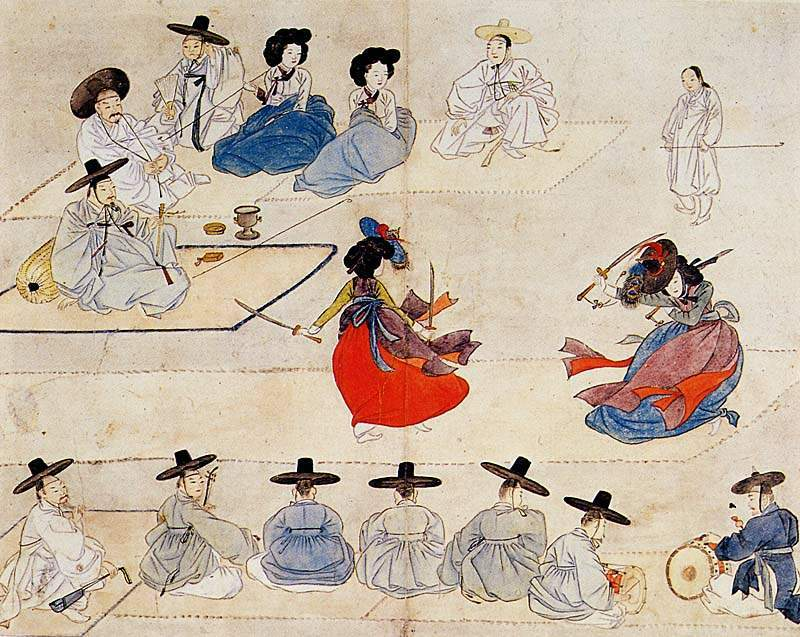
『雙劍對舞』
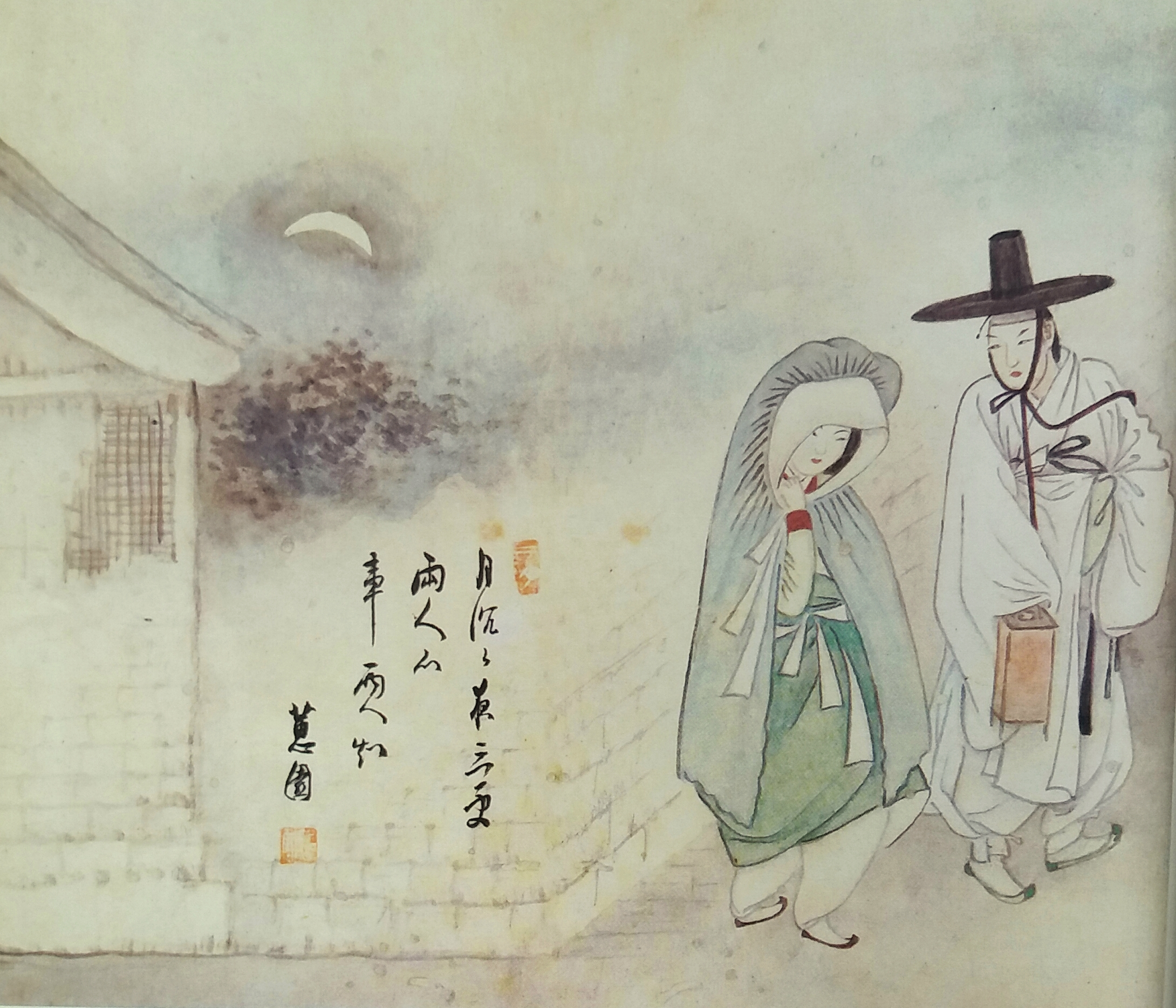
『月下情人』
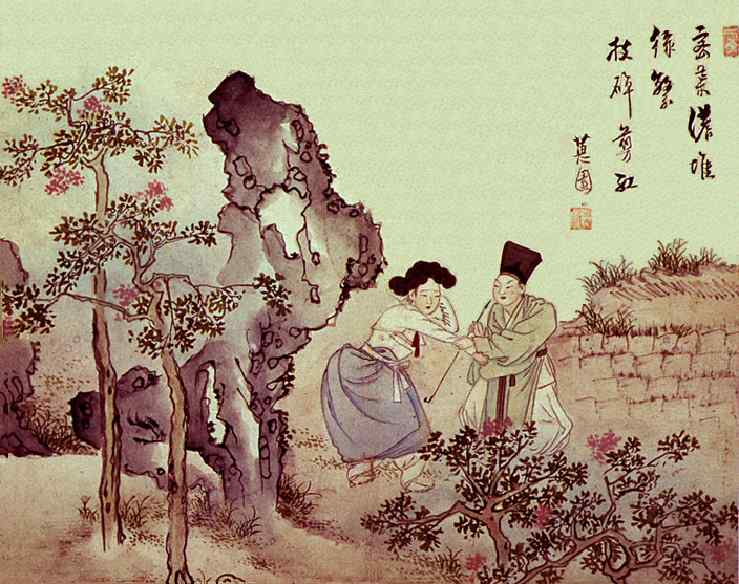
『少年剪紅』

## 参考サイト
申潤福の絵画集（ハングル・サイト）
- 蕙園（入口をクリック、音楽が聞こえたらクリックできる所を適当にクリックする）
- 1 作品

外国人を描いた韓国の春画